# Chứng khoán hóa
Chứng khoán hóa là một quá trình tài chính cơ cấu, tại đó các tài sản thế chấp khác nhau của những người đi vay được tập hợp và đóng gói rồi được dùng làm đảm bảo để phát hành các trái phiếu (gọi chung là trái phiếu đảm bảo bằng tài sản). Tiền từ người mua các chứng khoán này sẽ được chuyển đến các tổ chức tài chính cho vay thế chấp để các tổ chức này cho người đem thế chấp tài sản vay tiền. Chứng khoán hóa chính là quá trình đưa các tài sản thế chấp sang thị trường thứ cấp nơi mà chúng có thể trao đi đổi lại. Nó đã biến các tài sản kém thanh khoản thành những chứng khoán thanh khoản cao.

## Vai trò của chứng khoán hóa
Có bốn loại chủ thể kinh tế chủ yếu liên quan đến quá trình chứng khoán hóa, đó là: 1) người thế chấp và đi vay, 2) tổ chức tập hợp và đóng gói tài sản thế chấp rồi phát hành chứng khoán, 3) nhà đầu tư mua bán chứng khoán, và 4) tổ chức tín dụng cho vay. Với bốn loại chủ thể kinh tế thay vì hai loại là người thế chấp - đi vay và tổ chức tín dụng cho vay, rủi ro được chuyển từ tổ chức tài chính sang nhà đầu tư trái phiếu đảm bảo bằng tài sản. Việc gộp nhiều loại tài sản thế chấp khác nhau vào một tập hợp cũng là một hình thức phân tán rủi ro. Vì thế, đã có cách gọi các trung gian tài chính tham gia vào chứng khoán hóa là những người tạo ra và phân tán rủi ro. Hai loại chủ thể kinh tế trung gian giữa người đi vay và tổ chức tín dụng cho vay đóng vai trò trung gian-môi giới, nên giúp cho người vay và tổ chức tín dụng dễ "gặp nhau" hơn. Ngoài ra, chứng khoán hóa còn giúp giảm chi phí huy động tài chính. Dù người đi vay có mức xếp hạng tín nhiệm không cao nhưng với tài sản đem thế chấp tốt thì chứng khoán đảm bảo bằng tài sản này vẫn có thể được xếp hạng tín nhiệm cao và dễ bán. Chính vì thế, chứng khoán hóa tạo thuận lợi cho việc vay và cho vay có thế chấp.

## Lịch sử
Chứng khoán hóa xuất hiện đầu tiên ở Hoa Kỳ vào năm 1970. Fannie Mae và Freddie Mac - hai công ty được chính phủ Mỹ bảo trợ - là những công ty đầu tiên và cho đến nay vẫn luôn là những công ty tích cực nhất trong hoạt động chứng khoán hóa. Hồi thập niên 1970, hai công ty này đã phát minh ra chứng khoán đảm bảo bằng tài sản thế chấp (hay MBS). Sau đó, các loại chứng khoán đảm bảo bằng tài sản khác ra đời, như giấy nợ đảm bảo bằng tài sản (hay CDO) và các thứ tương tự CDO. Nếu như MBS đóng gói các tài sản thế chấp thực thụ khác nhau lại, thì CDO, xuất hiện từ năm 1987 và chỉ thực sự phổ biến từ cuối thập niên 1990, thậm chí lại còn đóng gói MBS và một số tài sản khác. Nghiên cứu của Mason and Rosner (2007) cho biết vào năm 2005, có đến 81% tài sản đảm bảo cho CDO là từ MBS, tức là vào khoảng 200 tỷ dollar Mỹ. Do đó có quan điểm cho rằng CDO là sản phẩm tái chứng khoán hóa các loại chứng khoán khác. Thứ giấy nợ đảm bảo bằng tài sản này có thể có nhiều loại là sản phẩm chứng khoán hóa của việc đóng gói các loại tài sản có mức độ rủi ro khác nhau, và hướng tới các đối tượng nhà đầu tư khác nhau. Loại CDO từ tài sản có mức độ rủi ro thấp nhất có thể được các tổ chức đánh giá tín nhiệm xếp hạng cao nhất. Cùng với sự ra đời và phát triển của CDO là sự xuất hiện của những tổ chức cung cấp dịch vụ bảo hiểm cho nhà đầu tư CDO và của những tổ chức liên kết cung cấp hợp đồng hoán đổi tổn thất tín dụng (hay CDS).
Nhiều tổ chức tín dụng của Hoa Kỳ đã lập ra các công ty con, gọi là các bộ phận mục đích đặc biệt (hay SPV) để mua bán MBS và CDO. Điều này cho phép họ đặt MBS và CDO ngoài bảng cân đối tài sản, và vì thế giảm nguy cơ bị các cơ quan giám sát tài chính nhắc nhở. Citigroup là tổ chức đã phát minh ra cái gọi là công cụ đầu tư kết cấu (hay SIV) vào năm 1988 và các tổ chức khác đã theo gương cho ra đời hàng loạt SIV. Các SIV này được xem là hệ thống ngân hàng trong bóng tối. Họ đi vay bằng cách phát hành chứng khoán ngắn hạn lãi suất thấp rồi cho vay lại bằng cách mua các chứng khoán dài hạn, nhất là mua MBS và CDO, qua đó ăn chênh lệch. Tuy nhiên, khi lãi suất của chứng khoán dài hạn lại thấp hơn lãi suất chứng khoán ngắn hạn thì các SIV này bị lỗ. Theo Moody (2008), tại thời điểm tháng 7 năm 2008, giá trị tài sản của các SIV ước lên đến 400 tỷ dollar.